# Selves
Selves – rzeka we Francji, przepływająca przez teren departamentu Aveyron, o długości 44,6 km. Stanowi lewy dopływ rzeki Truyère.